# مارتین دیکینسون
مارتین دیکینسون (انگلیسی: Martin Dickinson؛ زادهٔ ۱۴ مارس ۱۹۶۳) بازیکن فوتبال است.